# Santa Clara, Texas
Santa Clara là một thành phố thuộc quận Guadalupe, tiểu bang Texas, Hoa Kỳ. Năm 2010, dân số của xã này là 725 người.

## Dân số
- Dân số năm 2000: 889 người.
- Dân số năm 2010: 725 người.